# Alexandru Pliușchin
Alexandr Pljoesjin (Russisch: Александр Плюшкин) (Chisinau, 13 januari 1987) is een Moldavisch voormalig wielrenner die in 2015 reed voor Synergy Baku Cycling Project.

## Carrière
Tijdens het wereldkampioenschap tijdrijden in 2005 eindigde Pljoesjin als tweede bij de junioren. Datzelfde jaar was hij ook al wereldkampioen bij de junioren geworden op de achtervolging op het wereldkampioenschap baanwielrennen.
Na een minder seizoen 2006 boekte hij in 2007 de grootste overwinning uit zijn carrière: de Ronde van Vlaanderen voor beloften. Hij presteerde ook elders goed en kreeg een contract aangeboden van AG2R La Mondiale, waar hij voor het seizoen 2008 kon tekenen. Samen met Jean-Charles Senac kwam hij in 2008 bij deze ploeg vanuit de daaraan verbonden opleidingsploeg Chambéry Cyclisme Formation.
Pljoesjin testte positief op het middel salbutamol na de eerste etappe van de Ronde van Sharjah in 2015. Hij werd door de UCI voor megen maanden geschorst, maar raakte enkel zijn etappe- en eindzege kwijt. Nadien kwam  hij nooit meer terug op profniveau.

## Belangrijkste overwinningen
2004
 Moldavisch kampioen tijdrijden, Beloften
 Moldavisch kampioen op de weg, Beloften
1e etappe Tour du Pays de Vaud
2005
 Europees kampioen achtervolging, Junioren
Alpenklassieker, Junioren
2007
 Wereldkampioen achtervolging, B-Elite
Ronde van Vlaanderen, Beloften
UIV Cup Stuttgart (met Maxime Bally)
2e etappe GP Tell
2008
 Moldavisch kampioen op de weg, Elite
2010
 Moldavisch kampioen op de weg, Elite
Duo Normand (met Artem Ovetsjkin)
2011
 Moldavisch kampioen op de weg, Elite
2012
 Moldavisch kampioen op de weg, Elite
2014
Melaka Chief Minister's Cup
1e en 3e etappe Ronde van Sharjah
Eind- en puntenklassement Ronde van Sharjah

## Resultaten in voornaamste wedstrijden
| Jaar | Ronde van Italië | Ronde van Frankrijk | Ronde van Spanje |
| ---- | ---------------- | ------------------- | ---------------- |
| 2008 |                  |                     |                  |
| 2009 |                  |                     |                  |
| 2010 |                  | 108e                |                  |
| 2011 |                  |                     |                  |
| 2012 |                  |                     |                  |
| 2013 |                  |                     |                  |

| Jaar | Amstel Gold Race | Luik-Bast.‑Luik | Waalse Pijl |  | WK op de weg |
| ---- | ---------------- | --------------- | ----------- |  | ------------ |
| 2008 | opgave           |                 |             |  |              |
| 2009 | opgave           |                 |             |  |              |
| 2010 |                  |                 |             |  |              |
| 2011 |                  |                 |             |  |              |
| 2012 |                  |                 |             |  | opgave       |
| 2013 | 71e              | opgave          | 122e        |  |              |

## Ploegen
- 2008 –  AG2R La Mondiale
- 2009 –  AG2R La Mondiale
- 2010 –  Team Katjoesja
- 2011 –  Katjoesja Team
- 2012 –  Leopard-Trek Continental Team
- 2013 –  IAM Cycling
- 2014 –  Skydive Dubai Pro Cycling Team
- 2015 –  Synergy Baku Cycling Project

Arrieta ·
Calzati · 
Deignan ·  
Dessel ·
Dion ·
Dupont ·
Edaleine ·
Elmiger ·
Gadret ·
Goubert · 
Jefimkin · 
Kangert ·
Krivtsov ·
Loubet ·
Mandri ·
Mangel · 
Mondory ·
Nazon ·
Nocentini ·
Oesaw · 
Pineau ·
Pliușchin ·
Poulhiès ·
Riblon ·
Rousseau · 
Sénac ·
Sonnery ·
Turpin · 
Valjavec ·
Vandenbergh · 
Bérard (stagiair) ·
Bonnafond (stagiair) ·
Kadri (stagiair)  
Arrieta ·
Bonnafond ·
Clerc ·
Dessel ·
Dion ·
Dupont ·
Elmiger ·
Gadret ·
Goubert · 
Hinault ·
A. Jefimkin ·
V. Jefimkin · 
Kadri ·
Kangert ·
Krivtsov ·
Loubet ·
Mandri · 
Mondory ·
Nocentini ·
Pineau ·
Pliușchin ·
Poulhiès ·
Riblon ·
Roche ·
Rousseau · 
Sénac ·
Smukulis ·
Sonnery ·
Turpin · 
Valjavec · 
Desriac (stagiair) ·
Gastauer (stagiair) 
Bandiera · 
Bodrogi · 
Botsjarov ·
Broett · 
Caruso ·
Chalilov ·
Galimzjanov ·
Goesev ·
Horrach · 
Ignatjev · 
Ivanov ·
Jeskov ·
Karpets ·
Kirchen (tot 31/07) · 
Klimov · 
Kolobnev ·
Kritski ·
Mazzanti · 
McEwen ·   
Napolitano ·
Ovetsjkin · 
Petrov · 
Pliușchin · 
Pozzato · 
Rodríguez · 
Silin · 
Troesov · 
Vandenbergh · 
Vantomme ·
Vorganov ·
Antonov (stagiair) ·
Mironov (stagiair) ·
Porsev (stagiair)
Arguelyes · 
Broett · 
Caruso ·
Di Luca ·
Galimzjanov ·
Goesev ·
Horrach · 
Hoste · 
Ignatenko · 
Ignatjev · 
Isajtsjev ·
Ivanov ·
Karpets ·
Koetsjynski ·
Kolobnev ·
Kritski ·
Losada · 
Mironov ·
Moreno ·   
Ovetsjkin · 
Paolini ·
Pliușchin · 
Porsev · 
Pozzato · 
Rodríguez · 
Silin · 
Troesov · 
Trofimov ·
Vandenbergh · 
Vantomme ·
Vorganov
Aregger · 
Bandiera ·
Brändle · 
Cusin · 
Denifl · 
Elmiger · 
Fumeaux · 
Goddaert · 
Haussler · 
Hinault · 
Hollenstein · 
Ista · 
Klemme · 
Lang · 
Larsson · 
Löfkvist · 
Pelucchi · 
Pliușchin · 
Reichenbach · 
Saramotins · 
Schelling · 
Tschopp · 
Wyss
Asanov · Averin · Jabrayilov · Eibegger · Ilyasov · Isgenderov · İsmayılov · Əlizadə · Asadov · Mugerli · Pliușchin · Soeroetkovytsj · Tamouridis · van Winden